# Passo di Venina

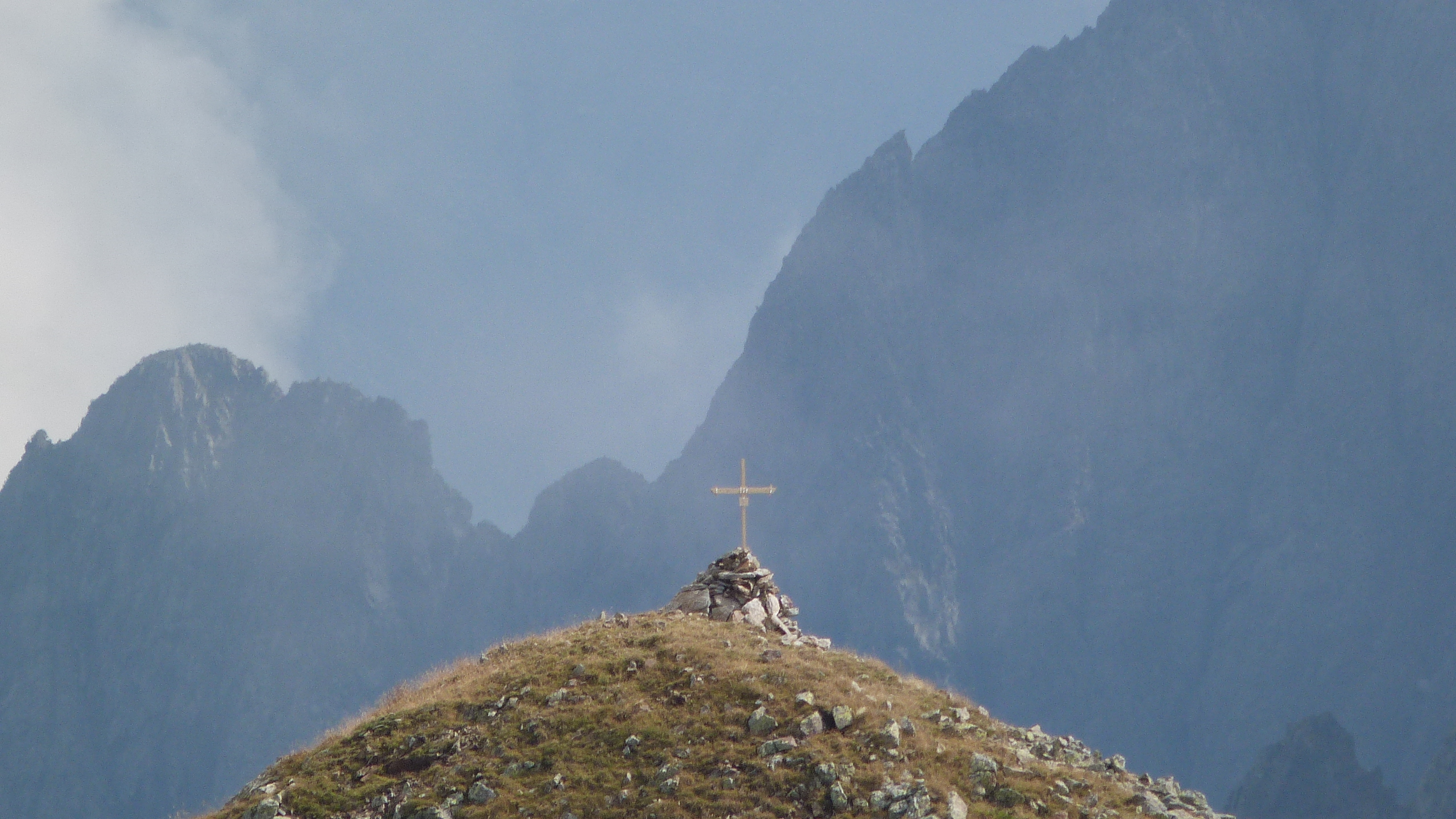
La vicina Cima Venina (2625 m) dominante l'omonimo passo

Il passo di Venina (2.444 m s.l.m.) è un valico delle Alpi Orobie che mette in comunicazione la Val Brembana con la Val Venina, laterale della Valtellina.
Dal punto di vista orografico il valico separa le Alpi Orobie Occidentali dalle Alpi Orobie Orientali.
Si può salire al valico partendo dal rifugio Fratelli Longo.